# Rafael Gordillo
Rafael Gordillo Vázquez (Almendralejo, 24 de fevereiro de 1957) é um ex-futebolista espanhol. Fez parte da Seleção Espanhola que atuou em duas Copas do Mundo e três Eurocopas. Atualmente é o presidente do Real Betis, eleito em dezembro de 2010.

## Carreira

### Real Betis
Gordillo jogou por quase uma década no Real Betis. Foram 275 partidas disputadas e 25 gols marcados - à época, um número alto para um lateral esquerdo. É um dos melhores jogadores da história dos "Alviverdes de Sevilha".

### Real Madrid
Após deixar o Betis, Gordillo assinou contrato com o poderoso Real Madrid, mas, apesar de também ter feito sucesso nos Merengues, não ficou tanto tempo, nem jogou tanto, tampouco não marcou tantos gols como no Betis: 254 partidas e 20 gols marcados.

### Retorno ao Betis
Depois de deixar o Real Madrid, Gordillo retornou ao seu clube de coração, o Betis, ainda em 1992, já aos 35 anos. Mas, dessa vez, a boa forma ficou no passado: disputou 68 jogos e marcou oito gols.

### Écija
Já veterano, Gordillo deixou o Betis para atuar no modesto Écija, e encerrou uma carreira de 20 anos, com apenas dezoito partidas disputadas e um gol marcado durante sua passagem no time alviazulino da Andaluzia. Entretanto, ele não deixou o clube, sendo o vice-presidente.

### Seleção espanhola
Gordillo estreou na Seleção principal em 1978, disputando duas Copas do Mundo e três edições da Eurocopa.

## Títulos

### Clubes
Betis
- Copa del Rey: 1976–77

Real Madrid
- La Liga: 1985–86, 1986–87, 1987–88, 1988–89, 1989–90
- Copa del Rey: 1988–89
- Supercopa de España: 1988, 1989, 1990
- UEFA Cup: 1985–86

### Internacional
Espanha
- Eurocopa de 1984: Vice

### Individual
- Don Balón: 1979–80
- IFFHS MEN’S ALL TIME SPAIN DREAM TEAM[2]